# Pronous peje
Pronous peje là một loài nhện trong họ Araneidae.
Loài này thuộc chi Pronous. Pronous peje được Herbert Walter Levi miêu tả năm 1995.